# Decolonialidade
Decolonialidade ou pensamento decolonial é uma escola de pensamento utilizada essencialmente pelo movimento latino-americano emergente. Tem como objetivo libertar a produção de conhecimento da epistemologia eurocêntrica, realizando uma critica à suposta universalidade atribuída ao conhecimento ocidental e ao predomínio da cultura ocidental. As perspectivas decoloniais veem essa hegemonia como a base do imperialismo ocidental. Assim o pensamento decolonial busca não apenas questionar mas também construir alternativas através da reflexão que valorizem grupos subalternizados, na busca de uma sociedade igualitária.   
Em outras palavras, decolonialidade é "o descentramento epistêmico, político e cultural das formas de pensar e dos modos de existir no mundo colonizado pelo padrão eurocêntrico, antropocêntrico e cristão".

## Contexto

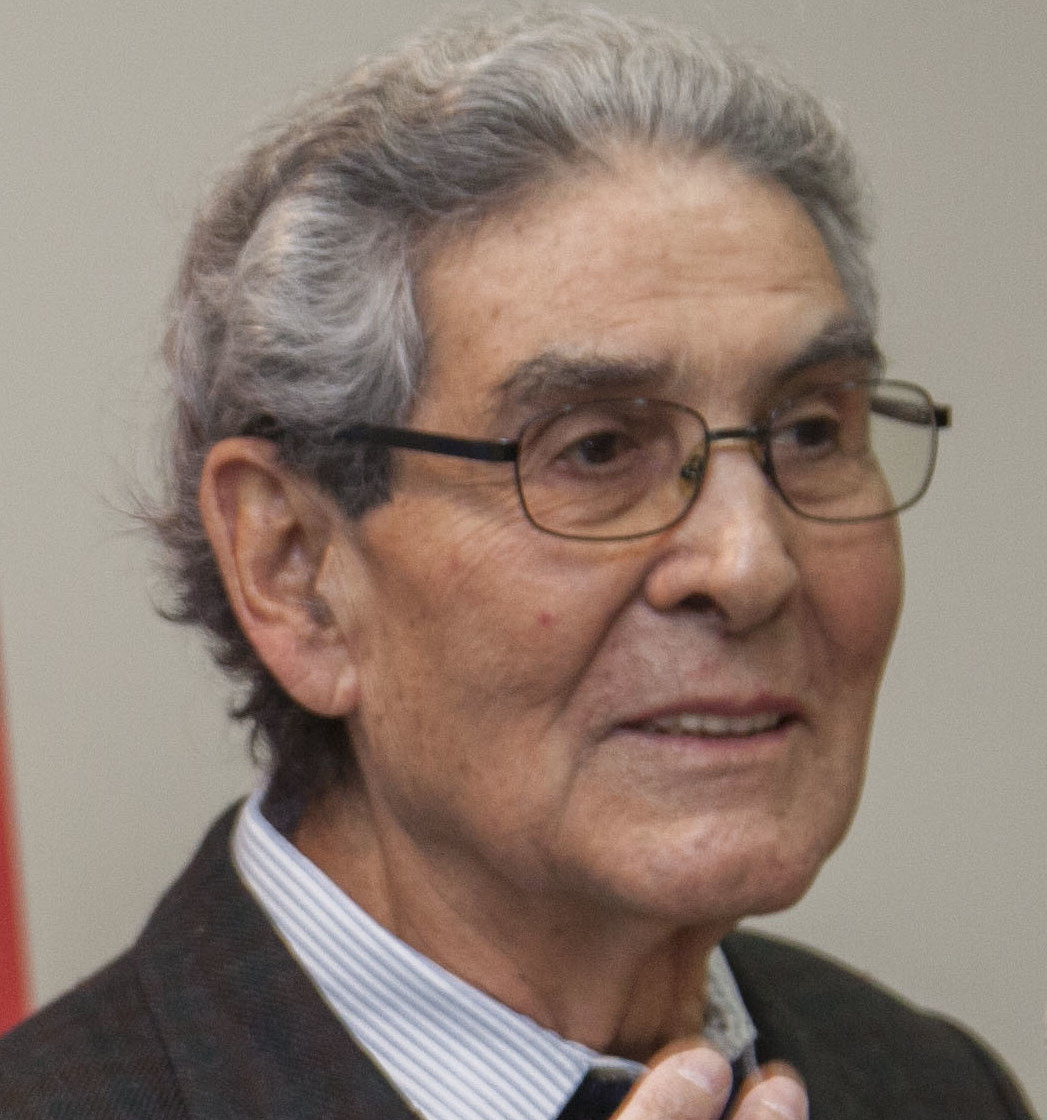
Aníbal Quijano, sociólogo peruano conhecido por ter desenvolvido o conceito de "colonialidade do poder".

O movimento decolonial abrange diversas formas de teoria crítica, articuladas por várias camadas de pensamentos, que tem como principal intuito libertar o campo do conhecimento e, recentemente, vem ganhando maior destaque no ideário da América Latina, o conceito deriva de persistentes lutas políticas, dos movimentos sociais índigenas e do movimento negro.
No meio acadêmico, ele se manifesta pela análise da distinção de classes, dos estudos étnicos, estudos de gênero e estudos de área. Sendo descrito, em sua composição, de opções analíticas (no sentido semiótico) e por práticas que buscam desvincular as ideias de colonialismo e do poder, ou de uma matriz da modernidade enraizada no colonialismo. Essa lógica é geralmente chamada de matriz colonial de poder ou de colonialidade do poder. Há também contribuições para (des)construção dos estudos do pensamento decolonial, por meio do conhecimento vindo das metodologias críticas do discurso e da sabedoria dos povos originários indígenas.
Apesar da colonização formal e explícita ter terminado com a descolonização das Américas (pelas sucessivas proclamações de independência) nos séculos XVIII e XIX e a descolonização de grande parte do sul global no final do século XX,  seus sucessores, o imperialismo ocidental e a globalização continuam a perpetuam a desigualdade e a opressão de alguns povos. A matriz colonial de poder produziu as circunstâncias que resultaram na discriminação social codificada de várias maneiras como racial, étnica ou nacional de acordo com contextos históricos, sociais e geográficos específicos.  Assim, a decolonialidade emergiu à medida que a matriz colonial de poder foi colocada em prática durante o século XVI. É, de fato, um confronto e uma desvinculação contínuos em relação ao eurocentrismo.
A decolonialidade é sinônimo de pensar e fazer decolonial e questiona ou problematiza as histórias de poder procedentes da Europa. Essas histórias fundamentam a lógica da civilização ocidental. Por isso, a decolonialidade se refere às abordagens analíticas, às práticas socioeconômicas e políticas opostas aos pilares da civilização ocidental: colonialidade e modernidade. Deste modo, a decolonialidade se torna um projeto tanto político, quanto epistêmico.
Nesse sentido, o pensamento decolonial é o reconhecimento e a aplicação de uma gnose de fronteira ou subalterna, sendo um modo de eliminar a tendência simplista de assumir que as formas de pensar da Europa Ocidental são universais. Em aplicações menos teóricas — como os movimentos pela autonomia indígena — a decolonialidade é considerada um programa de desvinculação dos legados contemporâneos da colonialidade, uma resposta às necessidades não atendidas pelos governos modernos de direita ou esquerda, ou, de forma mais ampla, movimentos sociais em busca de uma 'nova humanidade' ou ainda, a busca pela quebra das desigualdade, discriminação, exploração e dominação.
A decolonialidade é, também, "o reconhecimento de múltiplas e heterogêneas diferenças coloniais, assim como as múltiplas e heterogêneas reações das populações e dos sujeitos subalternizados à colonialidade do poder".

## Ideias relacionadas
Constantemente a decolonialidade acaba por ser confundida com o pós-colonialismo, descolonização e o pós-modernismo, porém, os teóricos decoloniais traçam distinções nas definições em relação a essas vertentes correlatas. De acordo com Walter Mignolo, o pós-colonialismo é frequentemente incluído nas práticas gerais de oposição por pessoas não brancas, intelectuais do Terceiro Mundo ou grupos étnicos. A decolonialidade — tanto como uma abordagem analítica quanto programática — “se movimenta para longe e além do pós-colonial” porque “a crítica e a teoria pós-colonialismo são um projeto de transformação acadêmica, dentro da academia”.
Tal questão se mantém sujeita às discussões, em virtude de alguns estudiosos pós-coloniais que refutam a crítica e a teoria pós-colonial, apontando os atributos de serem tanto um projeto analítico (acadêmico, teórico e epistêmico), quanto uma posição programática (prática e política). Essa divergência é um exemplo da ambiguidade "às vezes perigosa, às vezes confusa e geralmente limitada e inconsciente do uso do termo" [pós-colonialismo] que tem sido aplicado à análise da expansão colonial e de sua descolonização, em contextos como a Argélia, os Estados Unidos e o Brasil do século XIX.
Estudiosos decoloniais consideram a colonização das Américas uma pré-condição para a análise pós-colonial. O texto mais influente dos estudos pós-coloniais, Orientalismo: o Oriente como invenção do Ocidente, de Edward Said, descreve a invenção europeia do Oriente no século XIX como uma região geográfica considerada racialmente e culturalmente inferior, distinta à Europa. Porém, sem a descoberta europeia das Américas no Século XVI, que eventualmente é chamada de ocidentalismo — em oposição a noção de orientalismo –, a posterior invenção do Oriente, teria sido impossível.

### Descolonização
A descolonização é geralmente, no âmbito político e histórico, entendida como o fim do período de dominação territorial, principalmente no sul global, por potências europeias. Os estudiosos da decolonialidade afirmam que há distinção entre os dois termos e que o colonialismo não desapareceu com a descolonização formal. O termo decolonial pode ser compreendido como uma "contraposição à colonialidade", e "o descolonial seria uma contraposição ao colonialismo, já que o termo descolonización é utilizado para se referir ao processo histórico de ascensão dos Estados-nação, após terem fim as administrações coloniais".
É importante perceber as diferenças entre os aspectos históricos, geográficos e socioeconômicos da colonização em suas diversas manifestações pelo globo. Todavia, a colonialidade — no sentido de sua composição segmentada em classes socioeconômicas e políticas, racializadas e de gênero, segundo um padrão eurocêntrico conceitual — era comum a todas as formas de colonização. A decolonialidade desafia e se opõe a essa estratificação eurocêntrica que se manifesta antes da descolonização de jure e, por decorrência do que foi mencionado acima, se mantém de várias formas, devido às influências que advém do colonialismo não terem cessado com as independências teóricas adquiridas. Gandhi na Índia, Fanon na Argélia, Mandela na África do Sul e o movimento zapatista do início do século XX no México são todos exemplos de projetos com características que estão em conformidade com a Decolonialidade, mas que ocorreram antes da Descolonização, posto que, a decolonialidade pode ser compreendida como uma "prática de oposição e intervenção, que surgiu no momento em que o primeiro sujeito colonial do sistema mundo moderno/colonial reagiu contra os desígnios imperiais que se iniciou em 1492".

### Pós-modernismo
O conceito de modernidade é complementar à colonialidade. A colonialidade é chamada de “o lado mais sombrio da modernidade ocidental" . E os aspectos problemáticos da colonialidade são frequentemente negligenciados ao descrever a totalidade da sociedade ocidental, cujo advento é, em vez disso, repetidamente enquadrado como a introdução da modernidade e da racionalidade, um conceito que vem sendo criticado por pensadores contemporâneos pela perceptível incoerência. No entanto, essa crítica acontece principalmente no ambiente da história da Europa e da história das ideias da Europa. Embora pensadores contemporâneos reconheçam a natureza problemática das noções de modernidade e racionalidade, esses pensadores frequentemente se esquecem do fato de que a modernidade, como conceito, surgiu quando a Europa se definiu como o centro do mundo, e aqueles que são vistos como periféricos são tidos assim por efeito desse referencial de autodefinição. Resumindo, assim como a modernidade, e a uma vez denominada pós-modernidade, constantemente acabam por reproduzir a 'falácia eurocêntrica' fundamental para a construção desses conceitos. Portanto, ao contrário de criticar os terrores da modernidade, o pensamento decolonial critica a modernidade e a racionalidade eurocêntricas por causa do 'mito irracional' que elas dissimulam. As abordagens decoloniais buscam, desse modo, fazer da epistemologia uma arma política para aqueles que estão nas margens.

## Decolonialidade contemporânea
Quijano resume os objetivos da decolonialidade da seguinte maneira: reconhecer que a instrumentalização da ideia de razão pela matriz colonial do poder, produziu paradigmas distorcidos no âmbito do conhecimento e apodreceu as promessas libertadoras da modernidade. Com esse reconhecimento, realizou e realiza a destruição da colonialidade global do poder.
Outros casos de análises decoloniais contemporâneas são as práticas e conceituações em constante expansão do feminismo e da teoria queer, bem como programas de estudos étnicos (ver estudos da branquitude) em vários níveis educacionais. Desde programas de informação e educação que tratam dos temas culturais decoloniais em bibliotecas escolares, esses voltados para público infantil e/ou adolescente, até programas universitários de longa duração. Estudiosos que estão acostumados com o uso da análise e que falham em reconhecer a conexão entre política, ou decolonialidade, e a produção do conhecimento — entre programática e analítica — são aqueles com maior possibilidade de reproduzirem a aceitação da modernidade, do capitalismo, do liberalismo e do pensamento individualista.
Na perspectiva da educação decolonial na contemporaneidade, Ribeiro e Gaia (2021) apontam que o movimento negro brasileiro assume uma posição política e educativa que impacta significativamente nos currículos escolares e tem como objetivo combater o racismo e a discriminação racial nas escolas. Além disso, ressaltam a importância de transformar o ambiente acadêmico, a fim de formar professores sob uma concepção que valorize os conhecimentos de origem africana e afro-brasileira, para romper com os padrões eurocêntricos de educação.